# Infografika
Infografika (grafika informacyjna) – graficzna wizualizacja informacji, danych i wiedzy, zaprojektowana tak, by przekazywać odbiorcom złożone dane w przystępny i jasny sposób. Proces tworzenia infografiki nazywamy wizualizacją danych, projektowaniem informacji lub architekturą informacji. Przejrzystość przekazu jest w niej priorytetowa. Infografika ma za zadanie przykuć uwagę adresata i umożliwić mu szybkie zapoznanie się z zawartością.

## Przegląd
Stała się popularna wraz z rozwojem mass media. Zwiększenie liczby prostych w obsłudze narzędzi do edycji grafiki umożliwia darmowe tworzenie własnych tego typu obrazów każdemu użytkownikowi komputera. Dlatego też chętnie są wykorzystywane przez dziennikarzy, blogerów, ale też duże korporacje korzystające z nich jako narzędzia do przedstawiania statystyk czy do reklamy. Są używane w dziennikarstwie – w prognozach pogody natknąć się możemy na charakterystyczny motyw konturu kraju (lub regionu) z umieszczonymi na nim ikonami: słońcem, słońcem z chmurą, samą chmurą itp., w zależności od pogody w danej okolicy. Z kolei w dużych miastach w tej formie pokazuje się ich plany z zaznaczonymi najważniejszymi obiektami. Dobrze znanymi infografikami są plany metra waszyngtońskiego oraz londyńskiego

Plan metra waszyngtońskiego

W swej książce „The Visual Display of Quantitative Information”, Edward Tufte tak definiuje zadania wizualizacji:
- przekazać dane
- skłonić adresata do skupienia się na treści przekazu, a nie na metodzie, projekcie graficznym, czy czymkolwiek innym
- dbać o to, by dane były odbierane tak, jak powinny
- zaprezentować wiele liczb na niewielkiej powierzchni
- zagwarantować spójność dużych zestawów danych
- ułatwić adresatowi porównywanie danych
- przekazywać informacje stopniowo od ogólnego przeglądu do szczegółów
- mieć jasny cel – opisowy, dekoracyjny itd. (niepewność, czy dany element jest informacyjny, czy jest jedynie ozdobnikiem, mogłoby prowadzić do dużych nieporozumień)

## Historia
Początków historii infografiki poniekąd możemy dopatrywać się w już piśmie obrazkowym, szczególności w hieroglifach starożytnych Egipcjan i malunkach naskalnych. W 1786, William Playfair opublikował pierwsze na świecie wykresy w swej książce „The Commercial and Political Atlas”. Był on ekonomistą, toteż właśnie ekonomię XVIII-wiecznej Anglii przedstawił na różne sposoby. Wykorzystał do tego szereg używanych dziś na co dzień wykresów, m.in. słupkowy, powierzchniowy i liniowy. 15 lat później w swej pracy „Statistical Breviary” zamieścił jeszcze wykres kołowy.
Kolejną osobą wnoszącą wkład do rozwoju tej formy przekazywania informacji był Henry Beck. Gdy mapy metra londyńskiego stawała się coraz bardziej zawiła, zaprojektował on w roku 1933 nową. Zamiast na podstawie faktycznego położenia geograficznego, zamieścił on na niej stacje na podstawie ich wzajemnych położeń. Ponadto wszystkie linie przebiegały pod kątem prostym lub 45°, co nad wyraz poprawiło jej czytelność. Mapa Becka przyjęła się w Londynie tak dobrze, że stała się wzorem tworzenia tego rodzaju planów. Dziś możemy ją rozpatrywać jako prawdopodobnie pierwszą infografikę „z prawdziwego zdarzenia”, bo została stworzona właśnie w celu uproszczenia odbioru zagmatwanych informacji.
Przełomowym czasem był rok 2000, kiedy nie tylko spopularyzowały się animacje Adobe Flash, ale też zabiegi graficzne zaczęły stosować telewizja i dziennikarstwo. Infografiki zaczęły się pojawiać w teledyskach muzycznych i reklamach. Kolejnym krokiem ku rozwojowi infografiki było powstanie alternatyw dla Adobe Flash – HTML5 (2014) oraz CSS3 (2012), do dziś będące głównymi językami opisowymi stron internetowych. Dzisiaj z infografikami spotykamy się na każdym kroku, w szczególności w mediach i marketingu. Największy zasięg mają te z nich, które zostaną zamieszczone w Internecie. Użytkownicy portali społecznościowych chętnie je czytają, a gdy ich treść im się podoba, mogą w sposób bardzo łatwy i niezobowiązujący udostępnić je swoim znajomym, niekiedy rozpoczynając tzw. efekt wirusowy. W swej prezentacji TED, twórca i designer David McCandless wypowiedział takie słowa na temat infografik: „Informacje wizualne mają w sobie coś niemal magicznego. Przyjmuje się je bez wysiłku. Dosłownie można je w siebie wlewać. Kiedy poruszasz się po gęstej dżungli informacji, widok pięknej infografiki lub ślicznej wizualizacji danych przynosi ulgę, zupełnie jakby trafiło się na prześwit”.
Dziś możemy obserwować ewolucję infografiki w kierunku nie tylko lepszego dostarczania informacji, ale zapewniania rozrywki. Łatwość tworzenia tego typu ilustracji powoduje, że głównym ograniczeniem nie są już umiejętności, ale twórczość autora.

Plan metra londyńskiego

## Przewaga infografiki nad zwykłym tekstem
Odkrycia naukowe dotyczące fizjologii ludzkiego wzroku i sposobu przetwarzania informacji przez mózg są poważnym argumentem przemawiającym za wykorzystywaniem infografiki. Jak się okazuje, nasz wzrok jest zdecydowanie najważniejszym z naszych zmysłów, a za analizowanie obrazu dostarczanego do mózgu przez oczy odpowiada – pośrednio lub bezpośrednio – blisko 50% naszych neuronów. Istotnie, w siatkówce człowieka znajdziemy ok. 130 milionów receptorów. Cała sieć nerwowa odpowiedzialna za widzenie stanowi bardzo istotną sieć całego nerwowego układu. Neurony uczestniczące w procesie widzenia reprezentują ok. 30% całej szarej substancji szarej naszego mózgu. Dla kontrastu dodajmy, że neurony odpowiedzialne za dotyk to tylko jej 8%, a za słuch – 3%. Świadczy to o przewadze wzroku nad pozostałymi zmysłami – chcąc, by nasza treść dotarła do wielu odbiorców warto mieć to na uwadze i dobrze wykorzystać możliwości tego zmysłu.
Warto w tym miejscu przeanalizować sposób przyswajania informacji przez mózg. Gdy czytamy dłuższy tekst, rzadko zastanawiamy się nad tym, ile tak naprawdę pracy mózg musi wykonać, by go zrozumieć, bo wykonuje to w ułamku sekundy. Każda słowo w tekście jest jednak pewnym symbolem graficznym. Mózg musi przeanalizować każde z nich z osobna, a dopiero potem połączyć w logiczne obiekty tak, byśmy wiedzieli, co czytamy. Zachodzi to więc sekwencyjnie. Natomiast widząc infografikę, mózg od razu może dostrzec w niej konkretne kształty i kolory, i od razu zinterpretować je wstępnie jako całość. Bardzo poprawia to zrozumiałość danych, ale też szybkość ich przyswajania. Ponadto z racji tego, że obiekty na infografice mocno się od siebie różnią – kształtem, kolorem, wielkością – zapamiętujemy znacznie większą część jej zawartości, niż w przypadku samego tekstu.
Według statystyki przeprowadzonej na Facebooku przez Kissmetrics wynika, że najpopularniejsze posty na Facebooku to te, które zawierają grafikę i niewiele tekstu. Z badania serwisu HubSpot czytamy, że zdjęcia na Facebooku mają średnio o 53% więcej polubień niż „zwykłe” posty. Ma to związek z pewnym trendem wśród internautów – z powodu dużej ilości wszechobecnych informacji zazwyczaj po wejściu na stronę internetową jak najszybciej staramy się odfiltrować na niej rzeczy dla nas przydatne. Z tego też względu zamiast analizować całą zawartość strony, pośpiesznie przeglądamy wyróżniające się obiekty oraz nagłówki. Nawet jeśli informacja, której szuka, znajduje się na stronie, to gdy nie będzie wystarczająco wyeksponowana, prawdopodobnie opuści stronę, czemu zapobiec możemy właśnie poprzez zawarcie przekazu w rzucającej się w oczy infografice.